# تپه خنگ مورچگان
تپه خنگ مورچگان مربوط به دوران پیش از تاریخ ایران باستان است و در شهرستان بروجن، بخش گندمان، روستای مورچگان واقع شده و این اثر در تاریخ ۲۴ فروردین ۱۳۸۲ با شمارهٔ ثبت ۸۲۲۱ به‌عنوان یکی از آثار ملی ایران به ثبت رسیده است.